# Video active
Video Active  er et projekt der har til formål at skabe adgang til fjernsynsarkiver i hele Europa. Hidtil har disse arkiver stort set været lukkede, men ved at gøre materialet frit tilgængeligt, kan det bruges inden for uddannelse og forskning. Video Active vil gøre det muligt at gå på interaktiv opdagelse i fjernsynets kulturarv.
Dette mål vil projektet nå ved at vælge 10.000 emner fra tv-arkivmaterialet, som afspejler de kulturelle og historiske ligheder og forskelle i tv inden for EU, og udbygge dette arkivmateriale med veldefinerede kontekstuelle metadata. På den måde kan Video Active udgøre en kolossal ressource, hvis man vil udforske, hvordan kulturelle og historiske begivenheder bliver fremstillet inden for de enkelte lande og hen over landegrænser, og hvordan selve tv-mediet har udviklet sig på et tværkulturelt plan.
Video active er et projekt, som finansieres inden for rammerne af Europa-Kommissionens eContentplus program.

Fra danmark deltager Danmark Radio i projektet. 
De øvrige partnere er: 
- Utrecht University, NL (coordinator)
- British Broadcasting Corporation, UK
- Danish Broadcasting Corporation, DK
- Deutsche Welle, DE
- John von Neumann Digital Library and Multimedia Centre, HU
- Istituto Luce, IT
- National Technical University of Athens, GR
- Netherlands Institute for Sound and Vision, NL
- Noterik Multimedia, NL
- Österreichischer Rundfunk, AT
- Radio-Télévision Belge de la Communauté Française, BE
- Royal Holloway, University of London, UK
- Swedish Audiovisual Archive (now: Royal Library), SE
- Televisio de Catalunya, ES